# Hit!
Hit! è un film statunitense del 1973 diretto da Sidney J. Furie.

## Trama
Un agente dell'FBI, la cui figlia muore per overdose di eroina, è determinato a catturare uno spacciatore che le aveva fornito. Recluta varie persone le cui vite sono state dilaniate dal traffico di droga, addestrandoli. Così partono per la Francia per distruggere il traffico.